# کریس اسمالینگ
کریستوفر لوید اسمالینگ (انگلیسی: Christopher Lloyd Smalling؛ زادهٔ ۲۲ نوامبر ۱۹۸۹) بازیکن فوتبال اهل انگلستان است که برای باشگاه الفیحا بازی می‌کند.

## آمار ملی

### بازی‌های ملی
| انگلستان | انگلستان | انگلستان |
| سال      | بازی     | گل       |
| -------- | -------- | -------- |
| ۲۰۱۱     | ۲        | ۰        |
| ۲۰۱۲     | ۱        | ۰        |
| ۲۰۱۳     | ۶        | ۰        |
| ۲۰۱۴     | ۶        | ۰        |
| ۲۰۱۵     | ۶        | ۰        |
| ۲۰۱۶     | ۸        | ۱        |
| ۲۰۱۷     | ۲        | ۰        |
| مجموع    | ۳۱       | ۱        |

### گل‌های ملی
| شماره | تاریخ       | میزبان | بازی ملی | حریف   | نتیجه | رقابت   |
| ----- | ----------- | ------ | -------- | ------ | ----- | ------- |
| ۱     | ۲ ژوئن ۲۰۱۶ | لندن   | ۲۵       | پرتغال | ۱–۰   | دوستانه |